# Burg Borberg

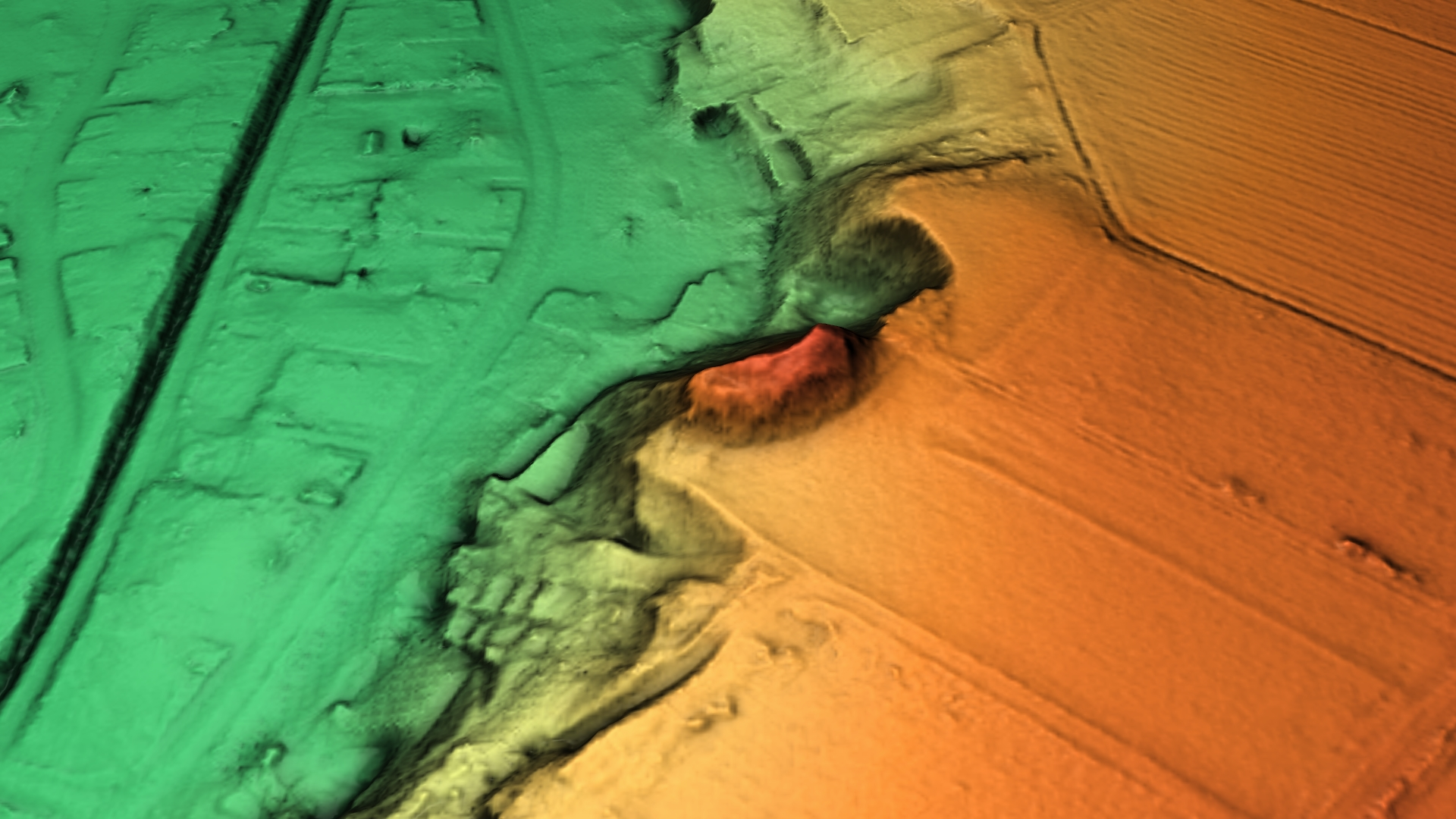
3D-Ansicht des digitalen Geländemodells

Die Burg Borberg ist eine abgegangene hochmittelalterliche Turmhügelburg (Motte) in Leiffarth, einem Stadtteil von Geilenkirchen im Kreis Heinsberg in Nordrhein-Westfalen.
Die Überreste der Burganlage befinden sich am Flurstück „Burgberg“ auf 81,6 Meter NN an der Hangkante zum Beeckfließ.
1388 wurde die Burg während eines Feldzuges von Herzog Wilhelm II. gegen die Brabanter und Burgunden zerstört.
Die Denkmalliste der Stadt Geilenkirchen bezeichnet diese Anlage, amtlicher Gemeindeschlüsse Nr. 5370012, lfd Nr. B6, als Hangmotte.